# الكأس السلطانية 1938
كَأْسُ السُّلْطَانِ حُسَين 1938 هي النُّسْخة الثَّانية والعِشرين والأخيرة من بُطولة كَأْس السُّلطان حُسَين. لُعبت البُطولة في عام 1938، وفاز بها الأهلي بعد فوزه في النهائي على المِصري بنَتيجة 1–0.